# Хартенштайн, Вернер
Вернер Хартенштайн (нем. Werner Hartenstein; 27 февраля 1908, Плауэн, Королевство Саксония — 8 марта 1943, Атлантический океан) — немецкий подводник времён Второй мировой войны, кавалер Рыцарского креста железного креста.

## Биография
1 апреля 1928 года вступил в рейхсмарине. После обучения на разных кораблях, в том числе «Ниобе» и на лёгком крейсере «Эмден», он служил на легком крейсере «Карлсруэ», с сентября 1939 по март 1941 года командовал миноносцем «Ягуар». Командуя этим кораблём, участвовал в Гражданской войне в Испании. В апреле 1941 года вступил в подводные силы и в сентябре получил в командование U-156. С января 1942 по январь 1943 года выполнил пять боевых походов (в том числе нападение на Арубу) и потопил около 114 000 брт тоннажа противника.
12 сентября 1942 года у берегов Западной Африки он атаковал британский транспорт «Лакония» (19 695 брт). На судне находилось более 2741 человек, среди них 1809 итальянских военнопленных. После потопления корабля началась спасательная операция, в которой принимала участие также U-507, которая находилась поблизости. Лодка Хартенштайна взяла на буксир несколько спасательных шлюпок и приняла много потерпевших на борт. Несмотря на хорошо видные флаги с Красным крестом лодка подверглась бомбардировке американских самолётов и была сильно повреждена. Несколько спасённых при этом погибло.
Эта бомбовая атака привела к тому, что Карл Дёниц 17 сентября 1942 года издал так называемый «приказ Лакония», которым немецким военным кораблям запрещалось предпринимать любые действия по спасению людей с потопленных судов.
В середине января 1943 года Хартенштайн отправился в последний боевой поход. 8 марта 1943 года восточнее Барбадоса его лодка со всем экипажем была потоплена американской «Каталиной» .

## Военные звания
- фенрих цур зее (мичман) 1 января 1930
- оберфенрих цур зее 1 апреля 1932
- лейтенант цур зее 1 октября 1932
- оберлейтенант цур зее 1 сентября 1934
- капитан-лейтенант 1 июня 1937
- корветтен-капитан (капитан 3 ранга) 1 июня 1942

## Награды
- Испанский крест в бронзе (6 июня 1939)
- Железный крест (1939)
  - Железный крест 2-го класса (16 ноября 1939)
  - Железный крест 1-го класса (27 апреля 1940)
- Рыцарский крест Железного креста (17 сентября 1942)
- Военный знак эсминца (24 декабря 1940)
- Нагрудный знак подводника (17 марта 1942)
- Германский крест в золоте (2 февраля 1942)
- Упоминался в «Вермахтберихт» (6 июня 1942)

## Память
- В телефильме Крушение «Лаконии» (2010 г.), посвящённом инциденту с «Лаконией», корветтен-капитана Вернера Хартенштайна сыграл Кен Дукен.